# Paguropsis
Paguropsis (лат.) — род раков-отшельников из семейства Diogenidae. Обитают в тропических и субтропических водах западной части Тихого океана и в Индийском океане. Донные животные, встречаются на глубине от 30 до 1125 метров. Охранный статус Paguropsis не оценён, они безвредны для человека и промыслового значения данный род не имеет.

## Виды
- Paguropsis andersoni (Alcock, 1899)
- Paguropsis confusa Lemaitre, Rahayu & Komai, 2018
- Paguropsis gigas Lemaitre, Rahayu & Komai, 2018
- Paguropsis lacinia Lemaitre, Rahayu & Komai, 2018
- Paguropsis typica Henderson, 1888

## Иллюстрации

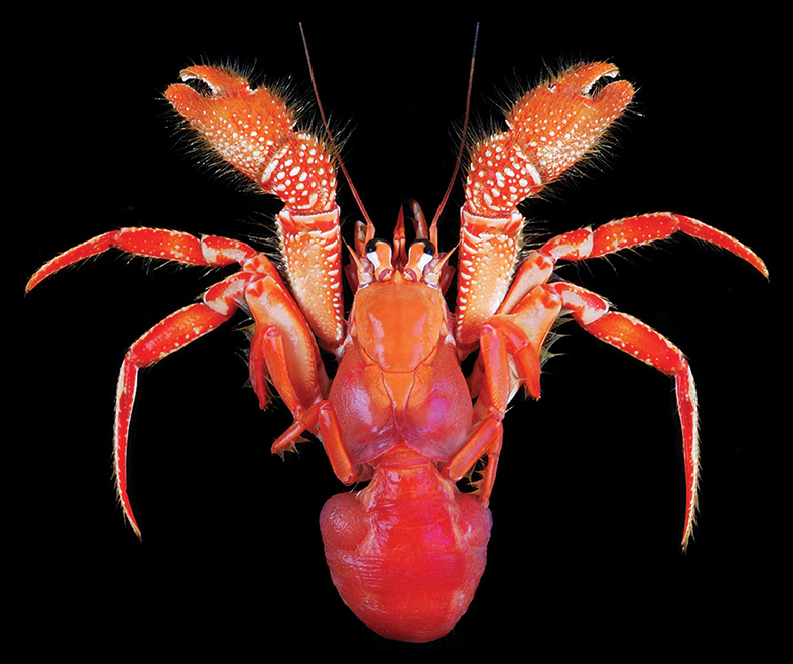
Paguropsis andersoni
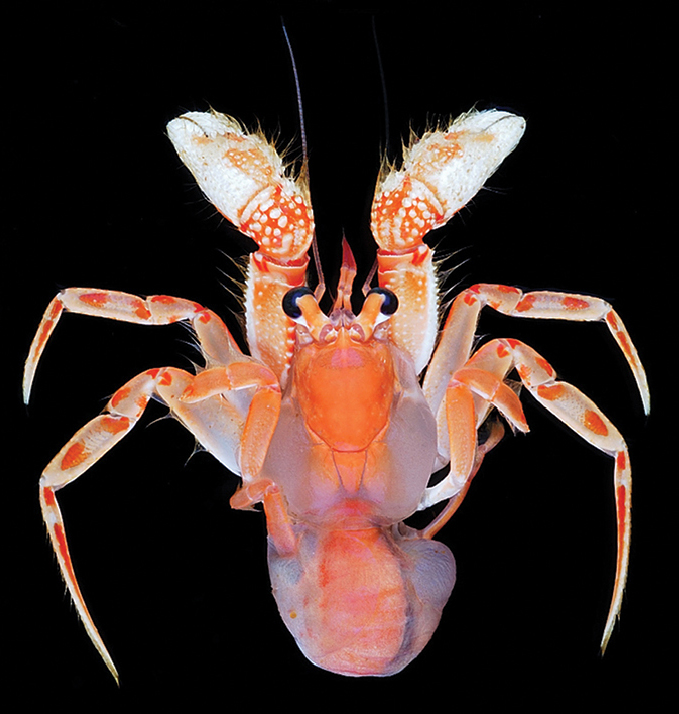
Paguropsis confusa
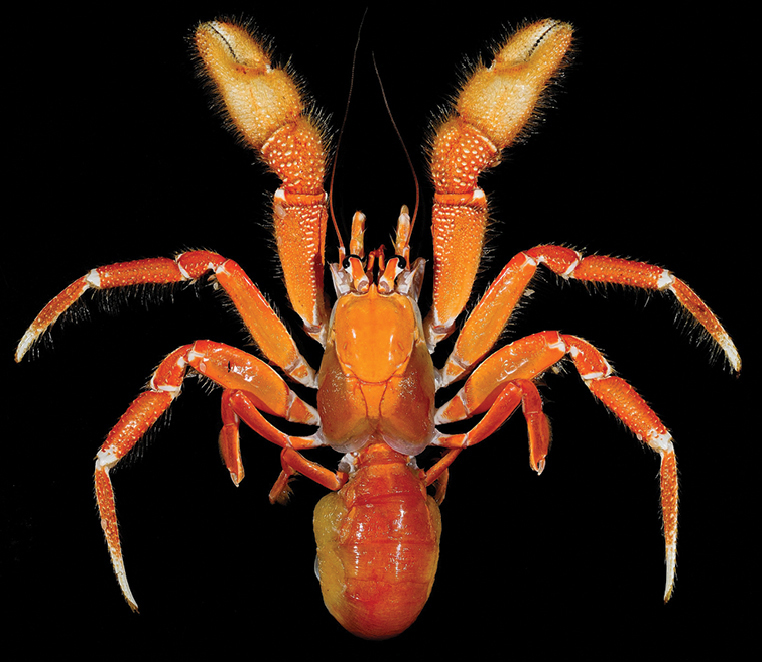
Paguropsis gigas
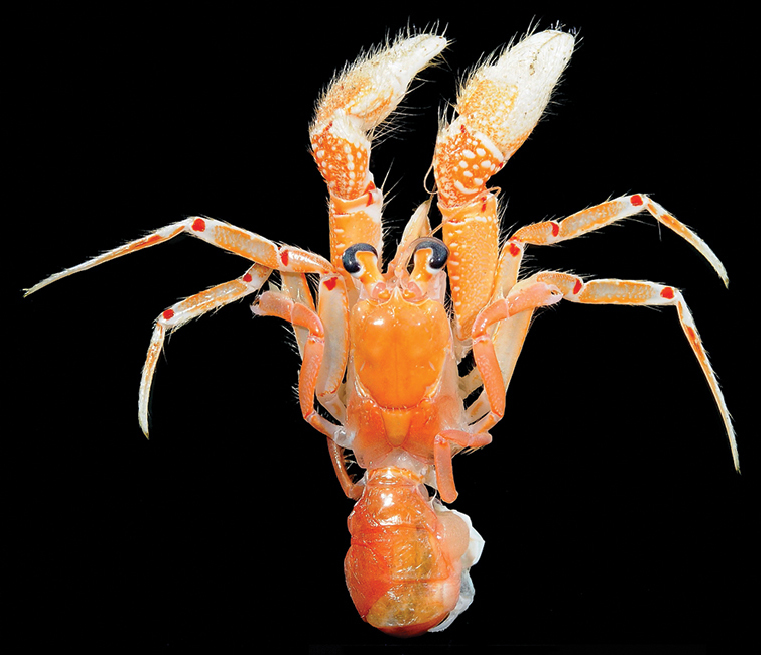
Paguropsis lacinia